# Funktionsnedsättning

Internationella symbolen för tillgänglighet

Funktionsnedsättning, äldre benämning handikapp, innebär att en människa har en partiell eller total nedsättning av en fysisk, psykisk eller intellektuell förmåga, eller en kombination av dessa. Individens förmåga ställs då i jämförelse med den genomsnittliga funktionen hos befolkningen.
Enligt en rapport från Världshälsoorganisationen (WHO) från 2011 levde över 1 miljard människor (drygt 15 procent av världsbefolkningen) med en funktionsnedsättning, varav 20-40 miljoner (2-4 procent av de funktionsnedsatta) upplevde allvarliga funktionella svårigheter.

## Definitioner och begrepp
Sedan år 2007 avråder Socialstyrelsen från att använda ordet handikapp eftersom det anses ha en negativ laddning. Istället rekommenderas funktionsnedsättning eller funktionshinder. Funktionsnedsättning definieras: 
"nedsättning av fysisk, psykisk eller intellektuell funktionsförmåga" 
Som en kommentar till definitionen anges att 
"en funktionsnedsättning kan uppstå till följd av sjukdom eller annat tillstånd eller till följd av en medfödd eller förvärvad skada. Sådana sjukdomar, tillstånd eller skador kan vara av bestående eller av övergående natur."
Funktionshinder definieras: 
"begränsning som en funktionsnedsättning innebär för en person i relation till omgivningen" med kommentaren: "exempel på begränsningar är svårigheter att klara sig själv i det dagliga livet och bristande delaktighet i arbetslivet, i sociala relationer, i fritids- och kulturaktiviteter, i utbildning och i demokratiska processer. Det handlar framför allt om bristande tillgänglighet i omgivningen" 
De fastslagna definitionerna ligger till grund för arbete och dokumentation inom hälso- och sjukvård samt socialtjänst. I språkligt redigerad form används de också i samhällsinformation till allmänheten.
En viktig konsekvens av detta sätt att definiera funktion är att funktionshinder inte är något som en person har, utan något som uppstår i en miljö som inte är anpassad till funktionsnedsättningen och därför blir funktionshindrande. Skillnaden mellan begreppen kan sammanfattas "En person kan ha en funktionsnedsättning, miljön kan vara funktionshindrande men vi har alla en unik funktionsvariation".
Viktigt är att notera att intellektuell funktionsnedsättning inte är samma sak som kognitiv funktionsnedsättning. Skillnaden kan beskrivas som att det förra innebär problem att tänka och det senare problem att förstå.
Inom funktionshinderrörelsen används också begreppen crip, funkis och funktionsvariation. Det förekommer allt oftare att ordet funktionsnedsättning byts ut mot funktionsvariation i avdramatiserande och utjämnande syfte. Orden är däremot inte synonymer och det förekommer kritik att sådant bruk riskerar att förminska de hinder och behov som finns, varför viss försiktighet bör iakttas.
Handikapp används ibland i vardagstal som en synonym till funktionsnedsättning. Det stämmer dock inte med rekommenderat och officiellt språkbruk. Ordet handikapp uppfattas dessutom av många personer med funktionsnedsättningar som nedsättande och missvisande. Det sistnämnda till följd av det relativa handikappbegreppet.

## Invaliditet
Invaliditet hos en person är en skada eller ett tillstånd (fysiskt eller psykiskt) som helt eller delvis begränsar möjligheten att arbeta eller utföra vardagssysslor.

## Gränsdragningar
Psykiska störningar och olika typer av kroniska sjukdomar kan också räknas som funktionsnedsättningar. Termen "psykisk störning" infördes i och med nuvarande tvångslagstiftning, Lag om psykiatrisk tvångsvård (LPT) 1991/92. Psykiska störningar inom specialiteten psykiatri avser personlighetsstörningar som skiljs från psykiska sjukdomstillstånd. Intresseföreningarna RSMH och Schizofreniförbundet förespråkar termen psykisk funktionsnedsättning som de uppfattar som mindre stigmatiserande och som inordnar ohälsan i begreppet om funktionsnedsättningar.
Huruvida störningen bör betraktas som en funktionsnedsättning regleras för närvarande av WHO:s Internationell klassifikation av funktionstillstånd, funktionshinder och hälsa från 1980. Socialstyrelsen står för den officiella översättningen av ICD, och har behållit begreppet "sjukdom" samt ibland översatt disorder med "syndrom".
En del förespråkare invänder mot att beskriva vissa tillstånd (bland annat dövhet och autism) som "funktionsnedsättningar", och hävdar att det är mer lämpligt att betrakta dem som skillnader i utvecklingen som har blivit orättvist stämplade av samhället. 
En funktionsnedsättning kan vara alltifrån diabetes och depression till nedsatt hörsel och fullständig förlamning av en kroppsdel. En funktionsnedsättning kan uppstå under en persons livstid eller förekomma redan från födseln. 
Arbetsfunktionsnedsättning innebär att personen i fråga har en funktionsnedsättning som gör att personer har svårare att utföra vissa arbetsmoment.
På 1950-talet växte barn med funktionsnedsättning ofta upp på institutioner avskurna från sin familj skriver Rörelsehindrade Barn och Ungdomar och de hade inte ens en lekplats som de kunde leka i. Detta gjorde att de blev en osynlig grupp i samhället.  Idag växer däremot nästan alla barn med funktionsnedsättningar upp med sin familj. Det finns än idag ett glapp mellan barn med funktionsnedsättning och andra barn, de har inte samma möjligheter i dagens samhälle helt enkelt. Skola och lekplatser är få av dem. Det är få lekplatser som verkligen anpassar sig till olika funktionedsättningar. Det dock finns några företag eller kommuner som försöker träffa deras behov. Tillgänglighet för personer med olika funktionsnedsättningar innebär bland annat att det underlättar om ytorna du rör dig över är jämna, utan höjdskillnader som trappor eller trösklar och att det finns utrymme att svänga runt en rullstol eller liknande.

## Hälsoeffekter och hälsofrämjande insatser
Mellan 2016 och 2017 rapporterades att drygt 6 procent av befolkningen i Sverige har nedsatt rörelseförmåga. Denna grupp är mindre fysiskt aktiv än befolkningen i övrigt. Andelen personer med fysiska funktionsnedsättningar ökar med åldern.
En ökad ohälsa hos personer med fysisk funktionsnedsättning är till stor del relaterad till brist på inflytande, sämre ekonomi, diskriminering och brist på tillgänglighet till bland annat lokaler. Alla dessa processer eller faktorer minskar dessutom livskvaliteten, vilket bland andra Svenska Parasportförbundet beskrivit. Det är viktigt att förändra dem för att personer med fysisk funktionsnedsättning ska kunna få en bättre hälsa. I en kommentar till en meta-analys från 2018 fann Statens beredning för medicinsk och social utvärdering att beteendeförändrande tekniker kan öka fysisk aktivitet för personer med fysiska funktionsnedsättningar.
I mars 2023 stämde Diskrimineringsombudsmannen (DO) en kommun i Östergötland för bristande tillgänglighet för en skolelev med funktionsnedsättning. 